# Philippe-Antoine Merlin de Douai
Philippe Antoine Merlin, conosciuto anche come Merlin de Douai (Arleux, 30 ottobre 1754 – Parigi, 26 dicembre 1838), è stato un politico e giurista francese, che esercitò la propria attività tra la Rivoluzione francese e il Primo Impero.
Fu membro dell'Assemblea nazionale costituente del 1789-1791 e deputato del Nord alla Convenzione nazionale.
Viene ricordato soprattutto per l'opera in 13 volumi Repertoire de Jurisprudence, in cui viene presentato lo scibile forense tra fine ancien régime e inizio dell'età dei codici. Alla sua morte, venne sepolto nel Cimitero di Montparnasse.

## Stemma
|  |

|  |